# Ігнатко Іван Олексійович

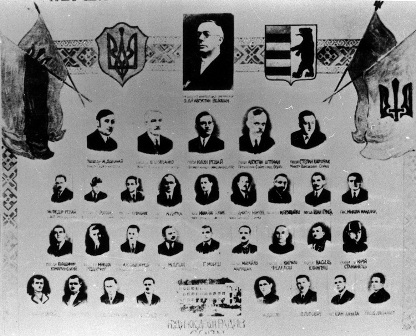
Посли Сойму Карпатської України.
По центру: Президент Карпатської України о. Августин Волошин; Перший ряд зліва направо: Микола Долинай, Юлій Бращайко, Юліян Ревай, Августин Штефан, Степан Клочурак; Другий ряд: Федір Ревай, Степан Росоха, Леонід Романюк, Августин Дутка, Михайло Тулик, Дмитро Німчук, Михайло Бращайко, Іван Грига, Микола Мандзюк; Третій ряд: Володимир Комаринський, Микола Різдорфер, Антон Ернест Олдофреді, Мілош Дрбал, Григорій Мойш, Михайло Марущак, Кирило Феделеш, Василь Климпуш, о. Юрій Станинець; Четвертий ряд: Василь Щобей, Іван Ігнатко, Юрій Пазуханич, Іван Перевузник, Адальберт Довбак, Петро Попович, Іван Качала, Василь Лацанич

Іван Ігнатко,  (нар. 1 лютого 1898, с.Білки, Іршавський район, Закарпатська область — пом. 20 січня 1963, м. Меррісвіль, Пенсільванія, США) —  український політичний діяч, депутат Сойму Карпатської України.

## Життєпис
Народився 1 лютого 1894 року в селі Білки тепер Іршавський район в селянській багатодітній родині. Закінчив народну школу, служив в австро-угорській армії та досяг найвищого солдатського чину – старшини військового підрозділу. Демобілізувавшись, працював на власному господарстві. Брав активну участь у громадському житті.
У середині 20-х років 20-го століття він разом зі вчителем-емігрантом з України Іваном Корнутою створив у Білках сільський осередок товариства «Просвіта» і став його головою. За короткий час осередок став одним із найактивніших на Іршавщині. При читальні діяв самодіяльний гурток, який часто виступав із концертами й виставами українських драматургів у селі та сусідніх населених пунктах.

### ПосолСойму Карпатської України
У період діяльності автономного уряду Підкарпатської Русі – Карпатської України він був головою української народної ради. 
12 лютого 1939 року був обраний послом Сойму Карпатської України, брав участь у його засіданнях 15 березня 1939 року.
Після окупації Карпатської України угорськими військами Івана Ігнатка заарештували та жорстоко побили. Як згадує Василь Ґренджа-Донський, Іван Ігнатко запропонував десять тисяч корон, аби лиш його відпустили на волю. Після тижня страшних катувань гроші таки взяли й арештанта відпустили.

### У лавах ОУН
Після повернення додому підтримав ОУН, яка мала на меті розгорнути в краї боротьбу за відокремлення Закарпаття від Угорщини революційним шляхом. Навесні 1941 року у Білках на квартирі Ігнатка відбулася нарада крайового проводу ОУН з участю Андрія Цуги та представника центру ОУН «Гомона», де схвалили програму ОУН (бандерівська течія). Цю програму привезли з Кракова Іван Романець і Михайло Габовда, члени крайового проводу, що побували в Польщі і взяли участь у її обговоренні.
Івана Ігнатка, як і Михайла Кришеника, Петра Береша, Петра Дірея та Андрія Сочку, схопили 26 червня 1942 р. і засудили у Мукачеві на 4 роки тюремного ув’язнення за розповсюдження газети «Чин» та підпільних листівок. Від арештованих було вилучено зброю, зокрема рушницю, револьвери, патрони, які вони збирали для організації партизанських дій на Закарпатті.

### На еміграції
Після втечі угорських фашистів восени 1944 року Іван Ігнатко опинився у полі зору служби «Смерш» як активний січовик і посол сойму Карпатської України. Тому вирішив покинути Закарпаття й перебратися за кордон. Лікар із Великого Березного Іван Сокач написав Ігнаткові спеціального листа, нібито той вирушає на лікування у Татри (Словаччина). З цією епістолією Ігнатко опинився у Празі, переховувався в монастирі, доки не дістав запрошення й кошти на квиток до Сполучених Штатів Америки від чоловіка своєї сестри Олександра Зейкана. Так опинився за океаном.
Спочатку жив у родичів, а згодом переїхав до м. Меррісвіль, штату Пенсільванія, де влаштувався на підприємство з випуску керамічної плитки. Як сумлінного працівника господар незабаром призначив його керівником. Налагодив контакти з діаспорою, брав участь у роботі громадських організацій, листувався з родичами в Білках.
Помер Іван Ігнатко 20 січня 1963 року.